# Женщины на волнах
«Же́нщины на волна́х» (англ. Women on Waves, WoW) — голландская неправительственная общественная организация, созданная в 1999 году голландским врачом Ребеккой Гомпертс, выступает за право женщин совершать аборты, предоставляет услуги в области репродуктивного здоровья (в частности, медикаментозные аборты) и образования для женщин в странах, в которых действуют ограничительные законы об абортах. Предлагаемые услуги включают консультации по контрацептивам, индивидуальное консультирование по вопросам репродукции, семинары и обучение по вопросам нежелательной беременности. Семинары проводятся для юристов, врачей, художников, писателей, общественных активистов здравоохранения, а также просто для желающих узнать о методах контрацепции и безоперационных абортах в домашних условиях с использованием препаратов мифепристон (RU-486) и мизопростол. Услуги предоставляются на специально оборудованном судне, на котором находится мобильная клиника. Когда зафрахтованный организацией корабль посещает намеченную страну, женщины по предварительной записи поднимаются на борт корабля, который затем отплывает примерно 20 км (12 миль) в международные воды, где на борту начинают действовать исключительно законы Нидерландов. В рамках этой юрисдикции медицинский персонал корабля оказывает ряд услуг в области репродуктивного здоровья, включая медикаментозный аборт.
Дизайн мобильной клиники разработал голландский художник и скульптор Йоп ван Лисхаут, что позволило зарегистрировать её как художественный объект (инсталляцию) для обхода запретов, возникавших при таможенном декларировании медицинского оборудования.
Волонтёры и сотрудники организации «Женщины на волнах» в разных странах стали объектом преследований со стороны государственных органов, религиозных организаций и местных групп, выступающих против абортов и/или противозачаточных средств. Этой организации вменяют возобновление дебатов об абортах в странах, куда приезжают их представители.

## Ребекка Гомпертс

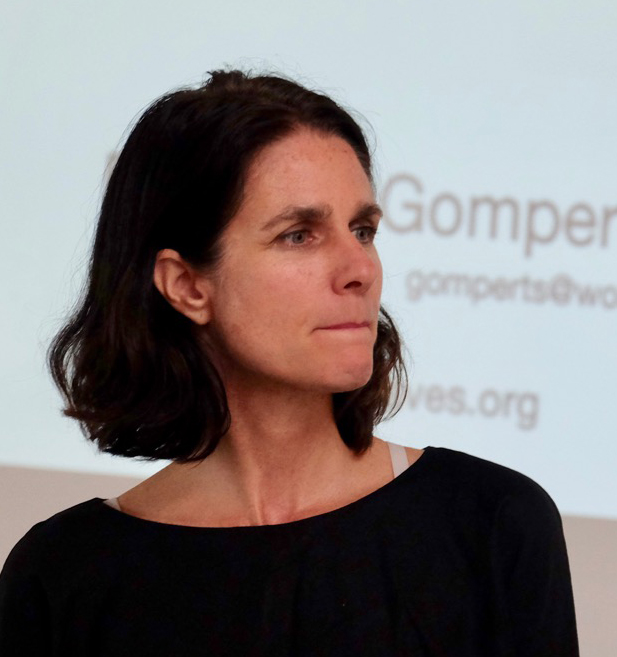
Ребекка Гомпертс, Лодзь, Польша, 2017 год.

Ребекка Гомпертс — врач терапевт, художница и активистка за права женщин. Гомпертс родилась в 1966 году и выросла в портовом городе Флиссинген, Нидерланды. Она переехала в Амстердам в 1980-х годах, где изучала искусство и медицину одновременно. Опираясь на свой опыт работы штатным врачом на судне Greenpeace «Rainbow Warrior II», Гомпертс создала «Женщин на волнах» как вариант решения проблем со здоровьем, вызванных нелегальными абортами. Посещая Латинскую Америку на борту Rainbow Warrior II, она вдохновилась желанием способствовать дальнейшим социальным изменениям и заботой о здоровье женщин. В некоторых развивающихся странах ежедневно выполняется до 800 незаконных небезопасных абортов. При том в некоторых развитых странах, таких как Нидерланды, жители имеют легальный доступ к безопасным медикаментозным абортам и противозачаточным средствам. В сотрудничестве с художником Йопом ван Лисхаутом Ребекка Гомпертс разработала передвижную гинекологическую установку под названием «A-portable», которую можно установить на зафрахтованных судах.

## Передвижная клиника
Передвижную клинику «A-portable» спроектировал голландский художник и скульптор Йоп ван Лисхаут. Клиника находится в модернизированном транспортном контейнере. Он окрашен в голубой цвет, по бокам нарисован логотип «Женщин на волнах». Для путешествия транспортный контейнер размещается на судах, зарегистрированных в Нидерландах, и арендуется неправительственной организацией. Логотип был разработан Кесом Райтером в 2001 году: «пурпурное пятно, на котором, в свою очередь, плавает оранжевая фигура в форме части квадратного креста, обведённая розовым контуром, — символизирует гуманитарную и медицинскую помощь».
Транспортный контейнер представляет собой гинекологическую клинику, в которой квалифицированные специалисты проводят консультации по контрацепции, планированию семьи и медикаментозным абортам. Как правило, в клинике работают два врача и медсестра. Обученные волонтёры также работают на корабле для обучения и консультирования. Экипаж корабля почти полностью женский. В портах тех стран, где это разрешено, персонал корабля проводит семинары по юридическим и медицинским вопросам. Во время посещения стран с ограничительными законами судно для оказания услуг выходит в нейтральные воды, останавливаясь обычно примерно в 12 милях от берега.
«A-portable» функционирует как медицинская клиника, но также считается произведением искусства. Первоначальные средства на создание «A-portable» были выделены голландским фондом Мондриана (визуального искусства и культурного наследия), который финансируется государством. Ламберт-Битти отмечает, что Клэр Бишоп, историк, критик и профессор искусства, интерпретирует «A-portable» как «новое политическое искусство».
В 2002 году, после спорных дебатов в парламенте Нидерландов, министр здравоохранения Голландии Эльс Борст разрешила медицинскому персоналу «Женщин на волнах» предлагать беременным женщинам комбинацию препаратов мифепристон и мизопростол. По словам Борста, это решение соответствовало политике голландского правительства в отношении сексуальной независимости женщин. Разрешение было дано при условии, что препарат будут использовать только для прерывания беременности сроком до девяти недель и в присутствии гинеколога.
В настоящее время помощь женщинам расширилась: во многих странах Европы и Америки действует телемедицинская служба, когда медикаментозное прерывание беременности происходит в домашних условиях без наблюдения врача, таблетки высылаются на дом почтой.

## Экспедиции

### Ирландия
Первую экспедицию «Женщины на волнах» совершили на борту «Aurora» в Ирландию в 2001 году. На судне находились два голландских врача и одна голландская медсестра. Заявленная цель заключалась в том, чтобы «стимулировать» движение за либерализацию законов Ирландии об абортах. В то время в Ирландии действовали самые строгие запреты на аборты в Европе. Принятый ещё в 1861 году закон запрещал аборты во всех случаях, кроме спасения жизни матери.
За три дня до экспедиции Министерство Здравоохранения Нидерландов объявило о необходимости проверки клиники, которую назначили через три недели. Тогда Ребекка задекларировала, что «A-portable» является произведением искусства, так как автором дизайна являлся голландский художник и скульптор Йоп ван Лисхаут.
В этой экспедиции не делали хирургические или медицинские аборты. Были только информационные семинары, на которых отдельным лицам и группам рассказывали об абортах, нежелательной беременности, противозачаточных средствах. При этом голландское законодательство ограничивало их деятельность предоставлением информации, но без предоставления самих противозачаточных средств.
Корабль был приглашён ирландскими организациями сторонников права выбора для женщин, которые скоординировали рекламную кампанию до прибытия «Aurora». Судно встало на якорь в порту Дублин, но потом отправилось в международные воды для оказания образовательных услуг, поскольку закон Ирландии запрещал обсуждение абортов и контрацептивов. Во время визита корабль в порту Дублина посетило около 300 женщин. Все услуги предоставлялись бесплатно.
В 2016 году организация «Женщины на волнах» в сотрудничестве с группой сторонников абортов использовала дроны и скоростные лодки для доставки таблеток для медикаментозного аборта женщинам в Северной Ирландии.
Лишь в 2017 году аборты в Ирландии стали легальны.

### Польша
В 2003 году корабль с медицинским центром посетил Польшу , привезя с собой соответствующие медикаменты. Прибывших обвинили в нарушении польских законов против абортов. Протестующие забросали корабль фальшивой кровью и яйцами. Таблетки пересчитывали и опечатывали. Но после выхода судна в нейтральные воды печати срывались. Четыре месяца спустя правительство Польши сняло обвинения, отметив, что нет никаких доказательств того, что были нарушены законы Польши. Официальная польская социологическая компания Centrum Badania Opinii Spolecznej выявила, что до визита «Женщин на волнах» 44 % населения поддерживали либерализацию законов об абортах, а после визита этот процент вырос до 56 %. В 2015 году «Женщины на волнах» отправили дрон с таблетками для аборта из Франкфурта, Германия, через границу в Слубице, Польша. Немецкая полиция пыталась помешать дронам улететь, но безуспешно. Польская полиция конфисковала дроны и личные iPad пилотов дронов.

### Португалия
В 2004 году корабль «Borndiep», на борту которого находился комплекс «A-portable», был физически заблокирован военным кораблём на входе в португальские воды. В 2009 году Европейский суд по правам человека вынес решение в пользу истцов по делу Women on Waves and Others v. Portugal. Суд обратил внимание на недопустимость в демократической стране ограничений свободы высказываний и собраний. Суд постановил, что, хотя Португалия имела право применять свои законы, запрещающие аборты, можно было обеспечить соблюдение закона менее насильственными способами, например изолируя препараты для прерывания беременности, которые были на борту судна.

### Испания
В 2008 году судно «Женщин на волнах» прибыло в Валенсию, Испания, где его встретили неоднозначно. Одни демонстранты поддержали, другие выступили против. Согласно Католическому информационному агентству,

18 октября группа из 40 феминисток собралась, чтобы противостоять протестующим против абортов, которых собралось в четыре раза больше. Они раздали коробки спичек с изображением горящей церкви и подписью: «Единственная церковь, которая приносит свет, — это та, которая горит. Присоединяйтесь к нам!»

19 октября феминистки снова собрались, чтобы раздать спички, но решили разойтись после того, как были подавлены большим количеством протестующих против абортов, которые собрались в порту, где пришвартовалось судно для абортов.
Когда корабль попытался присоединиться к протестующим, сотрудники портового патруля на маленькой лодке закрепили верёвку на носу корабля и попытались оттащить его от причала.

### Марокко
Ибтиссам Лачгар из организации «Альтернативное движение за индивидуальную свободу» пригласил «Женщин на волнах» посетить Марокко в 2012 году. 3 октября 2012 года министерство здравоохранения Марокко закрыло порт Смир, чтобы не допустить заход зафрахтованного «Женщинами на волнах» корабля «Langenort». Это была первая попытка организации выйти на берег в стране с мусульманским большинством. Присутствовали протестующие против абортов, многие несли плакаты против абортов. Активистка Ребекка Гомпертс была в порту, чтобы встретить корабль, но после встречи с протестующими её увели.

### Гватемала
22 февраля 2017 года корабль с мобильной клиникой на борту пришвартовался в Пуэрто-Кетсале на побережье Тихого океана с запланированным пятидневным визитом. 23 февраля запланированная пресс-конференция была прервана вскоре после начала, и армейские войска заблокировали судно, не позволив активистам высадиться, а желающим — подняться на борт. Католические и другие религиозные лидеры и политики высказывались против корабля и его миссии: «Лодка смерти прибыла в Гватемалу», — сказал депутат Рауль Ромеро во время заседания Конгресса. Корабль «Женщин на волнах» был оттеснён в международные воды гватемальским военным кораблём. Аргумент для высылки заключался в том, что сотрудники организации солгали иммиграционным властям, заявив, что они туристы, но на самом деле прибыли с медицинской миссией, чтобы делать аборты.

### Мексика
В апреле 2017 года судно из Аделаиды пришвартовалось в Икстапале, Мексика, где аборты запрещены на большей части территории страны. Для проведения процедуры команда отвезла женщин, желающих сделать аборт, на тринадцать миль от побережья Мексики.

## Women on Web
После португальской экспедиции Ребекка Гомпертс основала телемедицинскую организацию «Women on Web» (в русскоязычных изданиях встречается перевод «Женщины в интернете») и сайт womenonweb.org, позволив женщинам получать по электронной почте консультации о безопасных способах проведения медикаментозного аборта. Волонтёры также оказывают психологическую поддержку. После медицинского опроса есть возможность получить по обычной почте соответствующие медикаменты. При этом организация просит о пожертвовании, но если женщина из-за сложной экономической ситуации не имеет возможности поддержать проект, лекарства ей всё равно отправят.
В своём интервью Ребекка Гомпертс вспоминает:

Когда в 2005 году я основала проект «Women on Web», его восприняли крайне неоднозначно. Реакцией на наше первое исследование 2008 года стал заголовок в Daily Telegraph: «Женщины подвергают опасности своё здоровье, используя сайт для абортов». Не прошло и семи лет, как то же издание опубликовало статью «Медицинский аборт: всё, что нужно знать, ищите на сайте „Women on Web“»
— Интервью: доктор Ребекка Гомпертс и аборт как элемент системы здравоохранения

## Документальный фильм
В 2014 году на кинофестивале «SXSW» в Остине, штат Техас, США, состоялась премьера документального фильма Дайаны Уиттен «Vessel» («Судно» или «Корабль») о «женщинах на волнах». Он получил множество наград.

## Феминистский активизм
В академической статье, опубликованной в журнале «Journal of Women in Culture and Society», Кэрри Ламберт-Битти утверждает, что «судно [является] одним из самых смелых примеров феминистской активности за последнее время».